# Freedoom
Freedoom es un proyecto que busca crear contenido abierto para el motor de software libre y abierto Doom. El proyecto distribuye tres archivos IWAD: dos campañas de un jugador llamadas Freedoom: Phase 1 y Freedoom: Phase 2, y FreeDM, el cual contiene una colección de niveles deathmatch.
El proyecto se presenta como complementario al código libre y abierto del motor de Doom lanzado por id Software en 1997 bajo licencia GNU GPL. El contenido está autorizado bajo licencia permisiva BSD de cláusulas. Permite crear niveles y otras personalizaciones diseñadas para Doom, Doom II o Final Doom. (p. ej. archivos PWAD) y utilizarlos con Freedoom.

## Jugabilidad
Las mecánicas de jugabilidad (monstruos y comportamiento de armas, etc.) son idénticas a las originales de Doom, pero se han utilizado diseños totalmente nuevos.

### Freedoom: Phase 1
Este IWAD contiene niveles organizados en cuatro episodios, similares al original de Ultimate Doom. Esto permite que los mods del juego original funcionen.

### Freedoom: Phase 2
Este IWAD dispone los niveles en progresión lineal, similar a Doom 2. Esto permite usar los mods de Doom 2 y Final Doom.

### FreeDM
Este IWAD, compatible con el motor original de Doom, es una colección de nuevos mapas tipo deathmatch, utilizando los mismos diseños que el original Freedoom IWADs. Además, admite mods de juego de Doom 2 y Final Doom.

## Proyectos similares
El proyecto también ha inspirado a otros proyectos similares, como Blasphemer para Heretic y Zauberer para Hexen.